# 布鲁顿 (阿拉巴马州)
布鲁顿（英語：Brewton）是美国亚拉巴马州艾斯康比亞縣下属的一座城市，面积约为11.53平方英里（约合29.87平方公里）。根据2020年美國人口普查，该市有人口5,276人，人口密度为467.07/平方英里（约合180.34/平方公里）。